# Jöns-Perstjärnen (Storsjö socken, Jämtland)
Jöns-Perstjärnen är en sjö i Bergs kommun i Härjedalen och ingår i Ljungans huvudavrinningsområde. Sjön har en area på 0,0563 kvadratkilometer och ligger 771,6 meter över havet. Sjön avvattnas av vattendraget Tossåssjöån.

## Delavrinningsområde
Jöns-Perstjärnen ingår i det delavrinningsområde (698332-137144) som SMHI kallar för Utloppet av Tossåssjön. Medelhöjden är 821 meter över havet och ytan är 12,46 kvadratkilometer. Det finns inga avrinningsområden uppströms utan avrinningsområdet är högsta punkten. Tossåssjöån som avvattnar avrinningsområdet har biflödesordning 3, vilket innebär att vattnet flödar genom totalt 3 vattendrag innan det når havet efter 315 kilometer. Avrinningsområdet består mestadels av skog (67 procent) och kalfjäll (15 procent). Avrinningsområdet har 1,18 kvadratkilometer vattenytor vilket ger det en sjöprocent på 9,4 procent.